# Leucadendron uliginosum
Leucadendron uliginosum är en tvåhjärtbladig växtart. Leucadendron uliginosum ingår i släktet Leucadendron och familjen Proteaceae.

## Underarter
Arten delas in i följande underarter:
- L. u. glabratum
- L. u. uliginosum